# Examensnämnden för auktoriserade translatorer
Examensnämnden för auktoriserade translatorer är ett sakkunnigorgan i anslutning till Utbildningsstyrelsen i Helsingfors med uppgift att övervaka systemet med auktoriserade translatorer och ha tillsyn över de auktoriserade translatorernas verksamhet i Finland. Examensnämnden tillsätts av Utbildningsstyrelsen för högst fem år i sänder. Nämnden har en ordförande, en vice ordförande och sju övriga medlemmar. För var och en av dem utses en personlig suppleant. Examensnämnden har rätt att anlita andra sakkunniga. Medlemmarna i examensnämnden ska företräda inrättningar som ger utbildning för översättningsbranschen, yrkesverksamma auktoriserade translatorer och dem som anlitar auktoriserade translatorers tjänster. Ordföranden och vice ordföranden ska vara sakkunniga inom språk och översättning samt väl förtrogna med verksamheten som auktoriserad translator. En av medlemmarna och dennes personliga suppleant ska ha avlagt högre högskoleexamen i juridik.

## Verksamhet
Examensnämnden för auktoriserade translatorer har i uppgift att bevilja och återkalla auktorisationer, utöva tillsyn över de auktoriserade translatorernas verksamhet, godkänna examen och utfärda intyg över avlagd examen, sörja för arrangemangen kring verkställandet av examen för auktoriserade translatorer samt vara registeransvarig. Nämnden kan dessutom ta initiativ till utveckling av examenssystemet. I syfte att trygga en enhetlig bedömning av examensprestationerna finns ett register över utbildade bedömare.

## Examen för auktoriserade translatorer i Finland
I examen för auktoriserade translatorer ska examinanden uppvisa språkkunskaper och översättningsförmåga i examensspråken samt annan förmåga som en auktoriserad translator behöver vid yrkesutövningen. Examensnämnden för auktoriserade translatorer beviljar personer som antingen deltagit i ett särskilt prov eller som har avlagt filosofie magisterexamen eller någon annan högre högskoleexamen som innehåller studier i översättningsvetenskap rätt att verka som auktoriserad translator. Som auktoriserad translator kan godkännas en för tillförlitlighet känd person som har uppnått myndighetsåldern och som inte har förklarats omyndig och som har hemkommun i Finland eller som är stadigvarande bosatt i en medlemsstat i Europeiska unionen eller i någon annan stat som hör till Europeiska ekonomiska samarbetsområdet, och som har godkänts i den examen för auktoriserade translatorer.